# Strmica (Knin)
Pour les articles homonymes, voir Strmica.
Strmica est un petit village de la commune de Knin en Croatie. Il est situé au nord de Knin, juste au sud de la frontière de la Bosnie-Herzégovine. La population est de 268 habitants (recensement de 2001).